# Kőlózna
Kőlózna település Romániában, Szilágy megyében.

## Fekvése
Zsibótól északkeletre, a Szamos melletti úttól délre fekvő település.

## Története
Kőlózna nevét 1554-ben említette először oklevél Loznakew néven. A település ekkor Kecskeméti Patócsi Boldizsárné Somi Anna birtokrésze volt, aki birtoka negyedrészét férjének kötötte le.
1625-ben Loznakeo, 1733-ban Preluts, 1750-ben Prelucs, 1760-1762-ben Kő-Lozna 1808-ban Lozna (Kő),    Losdorf, Prélucz, 1861-ben Kőlozna néven írták.
A 20. század elején Szolnok-Doboka vármegye Csákigorbói járásához tartozott.
1910-ben 1090 lakosából 5 magyar, 17 német, 1068 román volt. Ebből 1068 görögkatolikus, 22 izraelita volt.